# Округ Мејсон (Кентаки)
Округ Мејсон (енгл. Mason County) је округ у америчкој савезној држави Кентаки.

## Демографија
По попису из 2010. године број становника је 17.490, што је 690 (4,1%) становника више него 2000. године.
| Група             | 2000.          | 2010.          |
| Белци             | 15.201 (90,5%) | 15.686 (89,7%) |
| Афроамериканци    | 1.203 (7,2%)   | 1.120 (6,4%)   |
| Азијати           | 62 (0,4%)      | 101 (0,6%)     |
| Хиспаноамериканци | 160 (1,0%)     | 248 (1,4%)     |
| Укупно            | 16.800         | 17.490         |